# Guaraniaçu
Guaraniaçu é um município brasileiro situado no Oeste do estado do Paraná. Sua Área é de 1.238,320 km², e sua População Estimado pelo IBGE em 2021 é de 11.969 Habitantes, e Fica em 428 km da Capital Paranaense.
Começou com a Fundação da Colônia Militar do Iguaçu, hoje Foz do Iguaçu.   A passagem dos revolucionários no município de Guaraniaçu, deu-se no Mato Queimado Baixo, Rocinha, Belarmino e Medeiros, na época chamado Monte Medeiros.   Por volta de 1925, Rocinha e Mato Queimado destacavam-se graças aos trabalhos de seus moradores, e em 1926, na Rocinha foi instalado o primeiro estabelecimento Comercial de propriedade do Sr.   Severino Modesto da Rosa, cujas aulas eram ministradas pelo seu filho Joaquim Modesto da Rosa, primeiro professor de Guaraniaçu.
Mato Queimado e Rocinha disputavam a Prefeitura e a Sede do município, ocasionando na época mortes e confrontos.   Com aprovação unânime dos Vereadores da época, foi transferida a sede da Prefeitura, definitivamente onde se encontra até os dias de hoje, com o nome de Planalto.   Planalto, hoje Guaraniaçu, iniciou sua luta Cultural, Existencial e Administrativa.   João Lopes da Silva, Basilio Hereciuk, Domingos Bramatti, Antonio Stempniak, Geraldo Marques Saraiva entre outros.
No ano de 1935, se instalou em Guaraniaçu a Família de Joaquim Gasparini, que instalou a primeira POUSADA/HOTEL, local em que os viajantes da época se hospedavam para descanso, pois as jornadas eram longas com transporte de gado - suínos - e equinos.

## História
Começou com a Fundação da Colônia Militar do Iguaçu, hoje Foz do Iguaçu. Dado a fertilidade e inesgotável fonte de riquezas naturais da região, atraiu colonizadores oriundos dos estados de Santa Catarina e Rio Grande do Sul, que dotados de fibra, formaram os primeiros povoados.
Dado o surto de progresso da região, foi traçada uma estrada, de Guarapuava à Foz do Iguaçu, construída em 1917.
Com a construção desta estrada surgiu o primeiro povoado de Guaraniaçu: Rocinha em 1919, e Mato Queimado 1920.
Esta região foi palco de inúmeros combates entre as tropas legais e evolucionárias que formavam a Célebre Coluna Prestes, no período de 1922/1925. A passagem dos revolucionários no município de Guaraniaçu, deu-se no Mato Queimado Baixo, Rocinha, Belarmino e Medeiros, na época chamado Monte Medeiros. A linha de fogo era Medeiros e Bormann, onde se abrigavam as forças legais do exército que combatiam os revolucionários, Há vestígios ainda hoje das trincheiras, o cemitério onde os oficiais mortos foram sepultados, e no Museu Histórico Municipal, há objetos da época, tais como: balas de canhões, de fuzil, punhais etc.
A área de terras onde começou a colonização de Guaraniaçu, pertencia a Família Virmond de Guarapuava. Por volta de 1925, Rocinha e Mato Queimado destacavam-se graças aos trabalhos de seus moradores, e em 1926, na Rocinha foi instalado o primeiro estabelecimento Comercial de propriedade do Sr. Antonio Pacheco Queiroz.
Em 1937, construída a primeira escola pelo Sr. Severino Modesto da Rosa, cujas aulas eram ministradas pelo seu filho Joaquim Modesto da Rosa, primeiro professor de Guaraniaçu.
Mato Queimado e Rocinha disputavam a Prefeitura e a Sede do município, ocasionando na época mortes e confrontos. Com aprovação unânime dos Vereadores da época, foi transferida a sede da Prefeitura, definitivamente onde se encontra até os dias de hoje, com o nome de Planalto.
Com sacrifício, sangue, e lutas. Planalto, hoje Guaraniaçu, iniciou sua luta Cultural, Existencial e Administrativa.
Primeiros moradores da Rocinha: Severino Modesto da Rosa, João Beira Magalhães, Osmindo Nunes de Oliveira, Pedro Vinck Antonio Pacheco Queiroz e outros.
Primeiros Moradores do Mato Queimado: João Americano, Jesus Americano, Otávio Nunes dos Santos, Ramiro Pinheiro, Jorge Pio Gonçalves, Sebastião Padilha, Valdomiro Kowalski .
Primeiras Famílias de Guaraniaçu: Família Badotti, Família Gaspariani, Alvino João Cardoso, Maximilio Moraes das Neves, José Humberto Fernandes. João Lopes da Silva, Basilio Hereciuk,
Domingos Bramatti, Antonio Stempniak, Geraldo Marques Saraiva entre outros.
No ano de 1935, se instalou em Guaraniaçu a Família de Joaquim Gasparini, que instalou a primeira POUSADA/HOTEL, local em que os viajantes da época se hospedavam para descanso, pois as jornadas eram longas com transporte de gado - suínos - e equinos.

### Origem do nome
O nome GUARANIAÇU provem da combinação de elementos "GUARANI" de rio Guarani e "AÇU" de Rio Iguaçu.
Há uma Segunda versão, segundo a qual o nome GUARANIAÇU é originário da Língua Guarani, com a significação "INDIO GRANDE", tendo em vista a existência de tribos indígenas na Região.